# Kusuratten
Die Kusuratten (Arvicanthis) sind eine Nagetiergattung aus der Gruppe der Altweltmäuse (Murinae). In Afrika, ihrer Heimat, werden sie meistens „Grasratten“ oder „Grasmäuse“ genannt – eine Bezeichnung, die aber auch für andere Nagetiergattungen verwendet wird.

## Merkmale
Kusuratten sind recht große Altweltmäuse mit Kopfrumpflängen zwischen 11 und 20 Zentimetern und einem 9 bis 16 Zentimeter langen Schwanz. Ihr Gewicht beträgt 50 bis 180 Gramm. Sie haben ein borstiges Fell, dessen Färbung sehr variabel ist, das Spektrum reicht von hellgrau bis schwarzbraun. Manchmal ist ein dunkler Aalstrich schwach zu erkennen. Die Unterseite ist stets unwesentlich heller als die Oberseite. Die Ohren sind rötlich und der behaarte Schwanz, der üblicherweise kürzer als der Rumpf ist, ist ebenso zweifärbig wie der Körper.

## Verbreitung und Lebensraum
Das Verbreitungsgebiet der Kusuratten erstreckt sich von der Arabischen Halbinsel und das Niltal über weite Teile Afrikas südlich der Sahara bis Sambia. Die afrikanischen Savannen sind der wichtigste Lebensraum dieser Tiere. Sie fehlen in dichten Wäldern, tolerieren aber Halbwüsten. In Äthiopien findet man sie im Hochland bis in Höhen von 3700 Metern.

## Lebensweise
Kusuratten sind gesellige Tiere. Sie leben in Gruppen, die sich aus mehreren Männchen und Weibchen zusammensetzen. In manchen Jahren kommt es zu regelrechten Bestandsexplosionen. Anfang der 1970er kam es im Serengeti-Nationalpark zu einer solchen Vermehrung, die dazu führte, dass ein Mensch mit jedem Schritt diese Tiere aufscheuchte. Die Kadaver der totgefahrenen Kusuratten lagen zuhauf in den Fahrspuren, und die lebenden ernährten sich von diesen. In der Sahelzone kam es 1976 zu einer vergleichbaren Populationsexplosion, die aber schon 1977 wieder zusammenbrach.
In einer Kusuratten-Gruppe können sich mehrere Paare finden und gleichzeitig Junge aufziehen. Unter günstigen Bedingungen können das ganze Jahr über Junge geworfen werden, meistens kommt es aber in der Trockenzeit zu einer Pause. Im Durchschnitt kommen fünf Junge zur Welt. Sie werden drei Wochen gesäugt und sind nach drei Monaten geschlechtsreif. Die weiblichen Jungen bleiben in ihrer Gruppe, während die Männchen diese für gewöhnlich verlassen. Obwohl in einem Fall ein in Gefangenschaft gehaltenes Exemplar sechseinhalb Jahre alt wurde, ist die Lebenserwartung in der Wildnis kurz: Sie wird im Durchschnitt auf zehn Monate geschätzt, und zwanzig Monate scheinen das Maximum zu sein.
Kusuratten leben in Bauen, deren Eingänge unter Baumwurzeln, Sträuchern oder Felsen verborgen liegen oder in Termitenhügel eingebettet sind. Sie sind fast reine Pflanzenfresser, die sich von Gräsern, Blättern und Samen ernähren. Nur in Ausnahmefällen werden auch Insekten gefressen.
Wegen ihrer Häufigkeit spielen Kusuratten eine wesentliche Rolle als Beute für andere Tiere. So dürften Kusuratten in vielen Regionen Afrikas 25 % in der Ernährung der Schleiereule ausmachen. Weitere Feinde der Kusuratten sind Mangusten, Schakale, Schlangen und Bussarde.

## Kusuratten und Menschen
In ihrem gesamten Verbreitungsgebiet gelten Kusuratten als Landwirtschaftsschädlinge. In den Jahren ihrer Massenvermehrungen können sie in Großregionen ganze Ernten vernichten. Daneben gelten sie als Krankheitsüberträger, die im alten Ägypten an der Ausbreitung der Pest mitgewirkt haben könnten.
Mit Ausnahme von A. blicki, die als „gering gefährdet“ (near threatened) gelistet wird, sind die Kusuratten laut IUCN nicht gefährdet.

## Systematik
Innerhalb der Altweltmäuse sind die Kusuratten die Namensgeber der Arvicanthis-Gattungsgruppe, die daneben noch die Harrington-Ratten (Desmomys), die Streifen-Grasmäuse (Lemniscomys), die Afrikanischen Furchenzahnratten (Mylomys), die Furchenzahn-Bachratten (Pelomys) und die Afrikanischen Striemen-Grasmäuse (Rhabdomys) umfasst.
Nach genetischen Untersuchungen von Lecompte et al. (2008) sind die Tiere der Arvicanthis-Gruppe Teil einer vorwiegend afrikanischen Radiation der Altweltmäuse, zu der auch die Aethomys-Gruppe, die Dasymys-Gruppe, die Golunda-Gruppe, die Hybomys-Gruppe und die Oenomys-Gruppe gerechnet werden und die als Arvicanthini zusammengefasst werden. Mit den Eigentlichen Ratten (Rattus) besteht hingegen nur eine sehr entfernte Verwandtschaft.
Über die Artenzahl besteht Uneinigkeit. Wilson & Reeder (2005) unterscheiden die folgenden sieben Arten:
- Die Äthiopien-Grasratte (Arvicanthis abyssinicus) lebt im Hochland von Äthiopien.
- Die Ansorge-Grasratte (Arvicanthis ansorgeri) ist im westlichen Afrika, vom Senegal bis Niger, verbreitet.
- Die Blick-Grasratte (Arvicanthis blicki) kommt im östlichen Teil des Hochlands von Äthiopien vor.
- Die Nairobi-Grasratte (Arvicanthis nairobae) bewohnt das südliche Kenia und das nördliche Tansania.
- Die Neumann-Grasratte (Arvicanthis neumanni) ist von Somalia bis Tansania verbreitet.
- Die Nilratte oder Nil-Grasratte (Arvicanthis niloticus) hat das größte Verbreitungsgebiet, das sich vom Niltal und dem Jemen bis Sambia erstreckt.
- Die Rote Grasratte (Arvicanthis rufinus) bewohnt das westliche Afrika, die Art ist bislang zweifelsfrei nur aus Ghana und Benin bestätigt, dürfte aber ein größeres Verbreitungsgebiet haben.